# Vasilij Aleksandrovič Paškov
Vasilij Aleksandrovič Paškov (in russo Василий Александрович Пашков?; 25 marzo 1764 – 2 gennaio 1838) è stato un nobile e politico russo.

## Biografia
Era il figlio di Aleksandr Il'ič Paškov (1734-1809), e di sua moglie, Dar'ja Ivanovna Mjasnikova, figlia di Ivan Semënovič Mjasnikov.
Alla fine del XVIII secolo, suo padre ereditò da suo cugino di secondo grado una vasta proprietà. Dopo di che fecero costruire vicino una seconda residenza (oggi è la sede della Facoltà di giornalismo).

## Carriera
All'età di nove anni entrò nel Reggimento Preobraženskij. Nel 1780 venne promosso al grado di sergente, il 23 dicembre 1786 si trasferì nel reggimento di cavalleria. Nel 1790 venne promosso a tenente.
Nel 1789, si arruolò come volontario nella campagna in Finlandia. Il 18 febbraio 1793 venne promosso a tenente colonnello. Nel 1798 si ritirò con il grado di maggior generale. Dopo cinque anni rientrò in servizio. Il 31 ottobre 1821 venne nominato membro del Consiglio di Stato.

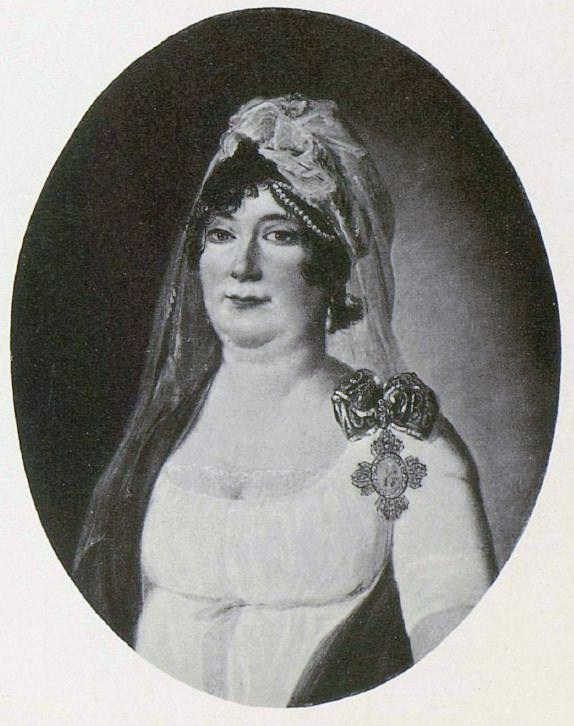
Ekaterina Aleksandrovna Tolstoja, 1820.

## Matrimonio
Sposò la contessa Ekaterina Aleksandrovna Tolstoja (24 gennaio 1768-24 dicembre 1835), figlia del capitano del reggimento di cavalleria Aleksandr Petrovič Tolstoj. Ebbero sei figli:
- Aleksandr Vasil'evič (1792-1868);
- Tat'jana Vasil'evna (1793-1875), sposò il principe Illarion Vasil'evič Vasil'čikov;
- Evdok'ja Vasil'evna (1796-1868), Sposò il conte Vasilij Vasil'evič Levašov;
- Michail Vasil'evič (1802-1863);
- Ivan Vasil'evič (1805-1869);
- Elizaveta Vasil'evna (1809-1890), sposò Dmitrij Vasil'evič Daškov.

## Morte
Morì il 2 gennaio 1838. Fu sepolto a Mosca, nel Convento di Novodevičij.